# Rhacel Parreñas
Rhacel Salazar Parreñas (né le 13 février 1971) est professeure de sociologie et d'études de genre à l'Université de Californie du Sud. Elle a auparavant enseigné à l'Université Brown, à l'Université de Californie à Davis et à l'Université du Wisconsin à Madison. Ses recherches ont été présentées dans "The World" de NPR, Bloomberg News, le The New York Times, The Wall Street Journal, de Volkskrant et l'American Prospect. Elle a écrit cinq monographies, co-édité trois anthologies et publié un certain nombre d'articles évalués par des pairs.

## Carrière
Rhacel Parreñas obtient son baccalauréat ès arts en études sur la paix et les conflits de l'Université de Californie à Berkeley en 1992. Elle obtient un doctorat en études ethniques comparatives avec un accent particulier mis sur les femmes, le genre et la sexualité à l'Université de Californie à Berkeley en 1998. Elle travaille sur des questions telles que le genre, la migration et la mondialisation, en particulier la division internationale du travail reproductif, également connue sous le nom de chaîne de soins. Son travail a inspiré des livres et des études, y compris des rapports publiés par les Nations unies. L'idée de la chaîne de soins a également inspiré la production du documentaire The Care Chain par VPRO-TV aux Pays-Bas.
Parmi les conférences notables disponibles en ligne, citons une discussion publique sur la famille avec d'autres spécialistes renommés des sciences sociales tenue à la CUNY Graduate Center et une conférence publique sur les mères transnationales diffusée sur WBUR, la station National Public Radio de Boston, le 11 octobre 2009 et le 3 janvier 2010.

## Vie privée
Elle émigre aux États-Unis en 1983, en tant que fille de réfugiés politiques.

## Récompenses
Elle a reçu des fonds de recherche de la Fondation Ford, de la Fondation Rockefeller et de la Fondation nationale pour la science. Elle a reçu les honneurs du professeur invité distingué Edith Kreeger Wolf de l'Université Northwestern en 2010 et du professeur de recherche distingué en études de genre de l'Université pour femmes d'Ochanomizu pour l'année universitaire 2005-2006. Pour Illicit Flirtations, elle a reçu le Distinguished Scholarly Publication Award 2012, parrainé par l'Association américaine de sociologie, Labor and Labour Movements Section. En 2003, elle reçoit une mention honorable dans la catégorie du prix du livre en sciences sociales de l'Association for Asian American Studies pour Servants of Globalization (Servantes de la Mondialisation). En 2019, elle reçoit le prix Jessie Bernard.

## Ouvrages
- Servants of globalization : migration and domestic work, Second, 2015 (ISBN 978-0-8047-9618-7, OCLC 913955421, lire en ligne)
- Illicit Flirtations: Labor, Migration and Sex Trafficking in Tokyo, Stanford University Press, 31 janvier 2011 (ISBN 9780804777124, lire en ligne)
- The Force of Domesticity: Filipina Migrants and Globalization, NYU Press, 31 janvier 2008 (ISBN 9780804777124, lire en ligne)
- Children of Global Migration: Transnational Families and Gendered Woes, Stanford University Press, 31 janvier 2005 (ISBN 9780804749459, lire en ligne)
- Servants of Globalization: Migration and Domestic Work, Stanford University Press, 31 janvier 2001 (ISBN 9780804739221, lire en ligne)